# Acumularea Pârcovaci
Acumulare Pârcovaci este o arie naturală de interes național ce corespunde categoriei a IV-a IUCN (rezervație naturală de tip acvatic) situată în județul Iași, pe teritoriul administrativ al orașului Hârlău.

## Localizare
Aria naturală cu o suprafață de 50 hectare se află în partea nord-vestică a județului Iași pe râul Bahlui, în teritoriul nord-vestic al satului Pârcovaci.

## Descriere
Rezervația naturală a fost declarată arie protejată prin Legea Nr.5 din 6 martie 2000 (privind aprobarea Planului de amenajare a teritoriului național - Secțiunea a III-a -zone protejate) și reprezintă un lac arificial de acumulare (amenajat ca sursă de alimentarea cu apă a orașului Hârlău) pe râul Bahlui, cu scop de protecție pentru mai multe specii din ihtiofauna zonei, printre care: păstrăv, clean, scobar, crap, novac, sânger sau caras.